# Punta Mirauda
La punta Mirauda è una montagna delle Alpi Liguri alta 2.157 m.

## Toponimo
Mirauda è un nome che viene usato in alcune zone dell'Italia nord-occidentale per indicare il biacco.

## Descrizione

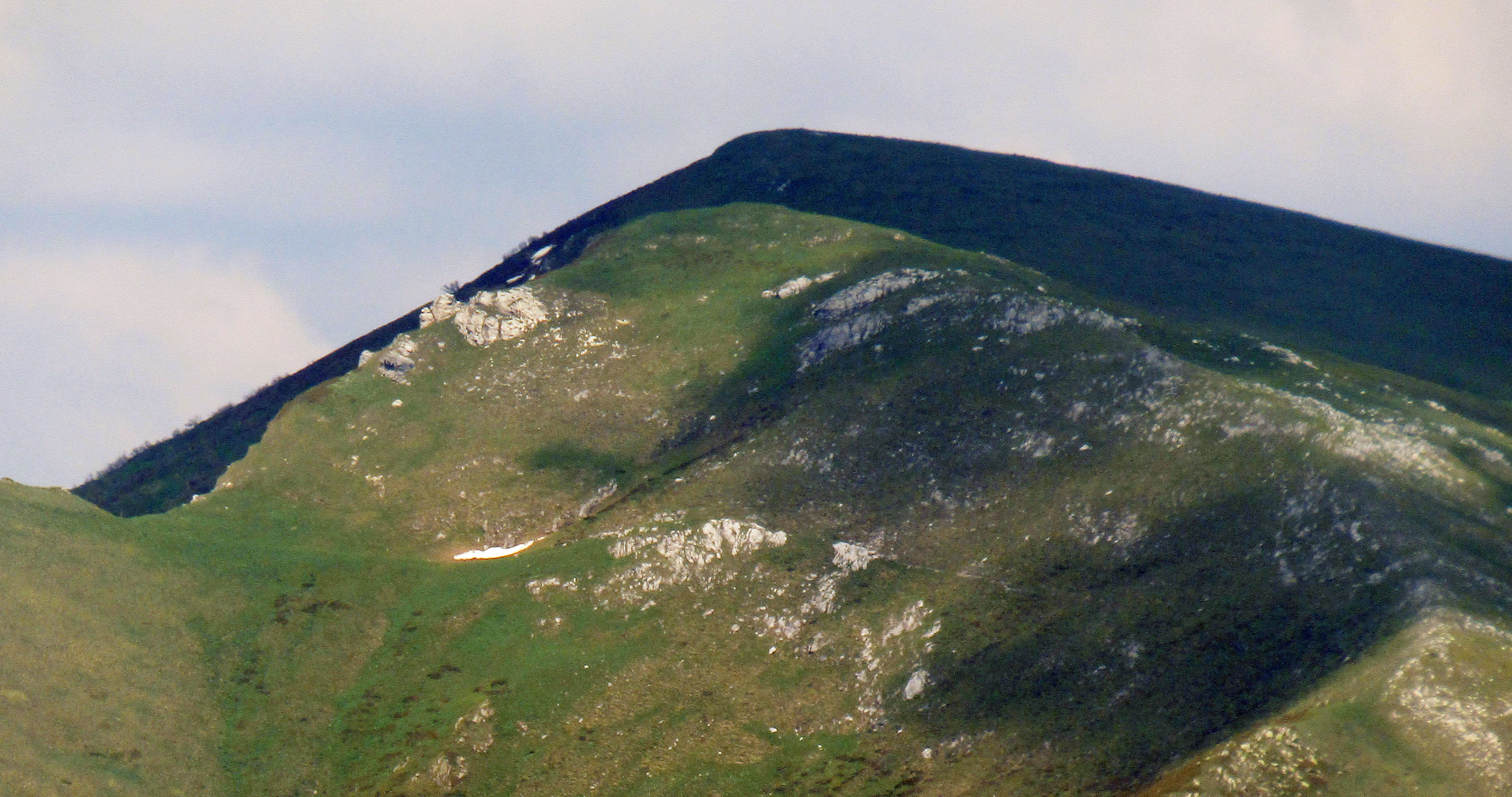
La Punta Mirauda in ombra con di fronte la Punta Agugion, viste dal Monte Vecchio

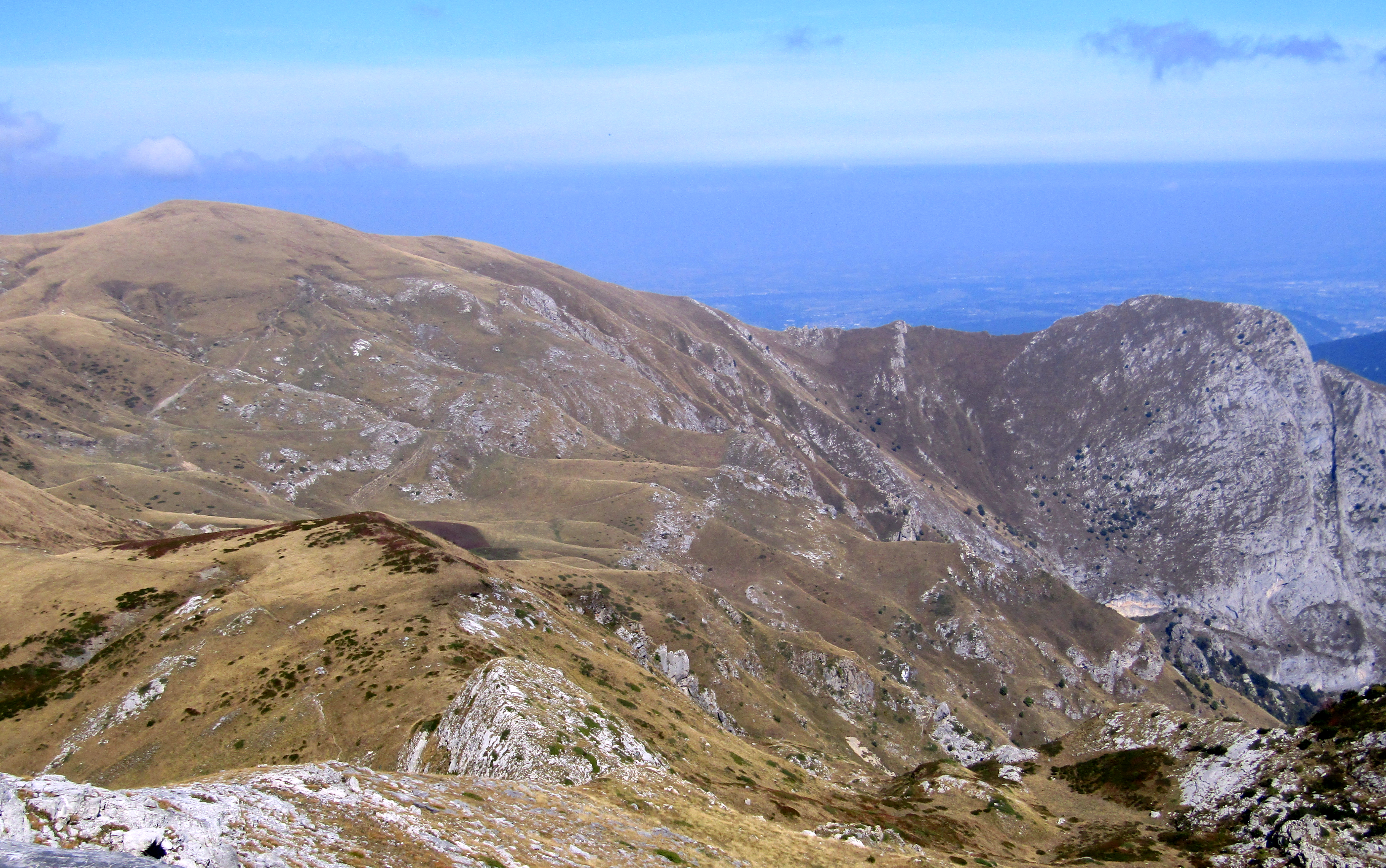
La montagna vista dal Monte Jurin e, a destra, la punta Labiaia Mirauda

La montagna sui trova sulla costiera che divide la Valle Vermenagna dalla Valle Pesio. Verso sud il crinale perde quota con la Colla Vaccarile (2.050 m) prima di risalire verso il Monte Jurin e la Cima della Fascia. A nord lo spartiacque, dopo Il Colletto (2.080 m), prosegue verso il Bric Costa Rossa e la Bisalta. In direzione sud-ovest dalla Punta Mirauda si origina una terza cresta che separa tra loro due valloni laterali della valle Vermenagna, il vallone Sottana e la valle Almellina, e che comprende il boscoso monte Murin. Una quarta cresta nasce dalla Punta Mirauda e si dirige ad est verso il centro della Val Pesio, collegando la montagna con la punta Labiaia Mirauda (1.971 m), che domina il Pian della Gorre.
La prominenza topografica della Punta Mirauda è di 77 metri ed è data dalla differenza di quota tra la vetta (2.157 m) e il punto di minimo situato in corrispondenza del Colletto (2.080 m). Il suo punto culminante è preceduto a sud-ovest dalla Punta Agugion (2.133 m), che ne costituisce una anticima.

## Geologia
La zona dove sorge la montagna è di natura carsica. La Punta Mirauda dà il nome ad una rete di condotti sotterranei che drenato le acque che si infiltrano nel sottosuolo dalle molte fratture e inghiottitoi presenti nell'area.

## Accesso alla vetta
La Punta Mirauda può essere raggiunta da Limone Piemonte (fraz. Casali Barat) con un itinerario di una difficoltà escursionistica E, oppure dalla Val Pesio, partendo dal Pian delle Gorre.
È anche una classica meta di escursioni scialpinistiche, considerata di difficoltà OS.

## Tutela naturalistica
Il versante della montagna affacciato verso la Val Pesio rientra nell'area del Parco naturale del Marguareis.